# Erhard Grauel
Erhard Grauel (* 8. Juni 1910 in Langensalza; † 4. Mai 2005 in Düsseldorf) war ein deutscher SS-Sturmbannführer und Teilkommandoführer des Einsatzkommandos 2 der Einsatzgruppe A.

## Leben
Sein Vater war Kantinenpächter. Grauel besuchte verschiedene Gymnasien und legte 1929 die Reifeprüfung ab. Anschließend studierte er mehrere Semester Philologie, Geschichte und Geographie. Im Frühjahr 1932 brach er sein Studium ab und unterstützte seinen erkrankten Vater bei der Führung der Wirtschaftsbetriebe der Eisenwerk-Gesellschaft „Maxhütte“ bei Regensburg.
Zum 1. April 1933 trat er der NSDAP (Mitgliedsnummer 1.682.886) und der SA bei. Am 15. Juni 1933 wurde er Mitglied der Allgemeinen SS (SS-Nr. 80.793). Am 1. November 1935 wurde er in den SD in Regensburg übernommen. Auf eigenen Wunsch wurde er am 8. November 1937 nach Würzburg versetzt. In Würzburg hörte er neben seiner Tätigkeit beim SD Vorlesungen an der Universität und versuchte, sein abgebrochenes Studium durch eine Promotion abzuschließen. Am 11. November 1938 wurde er zum SS-Untersturmführer und am 20. April 1940 zum SS-Obersturmführer ernannt.
Von Juli 1940 bis Dezember 1940 gehörte Grauel zu einem Einsatzkommando der Sicherheitspolizei in Mühlhausen (Elsass). Vom Juni 1941 bis Oktober 1941 war er Angehöriger des Einsatzkommandos 2 sowie des Stabes der Einsatzgruppe A. Vom Juli bis September 1941 war er Abteilungsleiter des SD beim Kommandeur der Sicherheitspolizei und des SD Lettland. Als Teilkommandoführer war er an Judenerschießungen in Libau und Windau beteiligt. Danach kam er nach Berlin zurück, studierte Jura und legte im Herbst 1942 die 1. juristische Staatsprüfung ab. Nach dem Referendar-Examen kam er zum Regierungspräsidenten in Liegnitz. Im Herbst 1943 bestand Grauel das Assessor-Examen und kam als Referent der Sicherheitspolizei und des SD nach Breslau. Im Sommer 1944 wurde er mit der kommissarischen Leitung der Staatspolizeistelle Troppau beauftragt.
Nach dem Kriegsende versuchte Grauel nach Westdeutschland zu gelangen, geriet jedoch in russische Gefangenschaft, konnte aber entkommen. Anschließend hielt er sich vorübergehend in Thüringen bei Verwandten und Bekannten auf. Über das Grenzdurchgangslager Friedland gelangte er schließlich nach Kassel und von dort zu seiner Familie nach Saarbrücken. Unter falschen Personalangaben lebte er bis 1954. In Völklingen fand er Arbeit in den Röchling-Werken und war dort zuletzt Abteilungsdirektor in der Personalabteilung. Vom 25. Juni bis zum 7. Juli 1967 und vom 28. Juni bis zum 14. Juli 1971 befand er sich in Untersuchungshaft. Am 14. Oktober 1971 wurde er vom Landgericht Hannover wegen Beihilfe zum gemeinschaftlichen Mord in zwei Fällen zu 6 Jahren Haft verurteilt. Das Urteil wurde im Revisionsverfahren am 11. Juni 1974 durch den Bundesgerichtshof bestätigt. Am 9. Dezember 1977 wurde er aus der Haft entlassen.